# 3-hydroxybutanal
3-hydroxybutanal is een organische verbinding die een aldehyde- en een alcoholfunctie bezit. Het is het meest eenvoudige aldol. De zuivere stof komt voor als een olieachtige, kleurloze tot lichtgele vloeistof met een prikkelende geur.

## Synthese
De verbinding wordt bereid door een aldol-reactie van twee moleculen acetaldehyde, in aanwezigheid van een base zoals natriumhydroxide:

## Eigenschappen en reacties
3-hydroxybutanal kan gemakkelijk dehydrateren, waarbij crotonaldehyde ontstaat:
Met behulp van raneynikkel als katalysator kan 3-hydroxybutanal gehydrogeneerd worden tot 1,3-butaandiol.